# Droit pénal de la presse en France
 (juin 2020).
Si vous disposez d'ouvrages ou d'articles de référence ou si vous connaissez des sites web de qualité traitant du thème abordé ici, merci de compléter l'article en donnant les références utiles à sa vérifiabilité et en les liant à la section « Notes et références ».
Le droit pénal de la presse a pour fondement la Loi sur la liberté de la presse du 29 juillet 1881. Ce texte définit les libertés et responsabilités de la presse française, imposant un cadre légal à toute publication, ainsi qu'à l'affichage public, au colportage et à la vente sur la voie publique. Aujourd’hui, La loi de 1881 est marquée par l’unification des procédures civiles et pénales et le champ d’application de ce texte s’est étendu au procès civil. De plus, la loi de 1881 est soumise au contrôle de la Cour européenne des droits de l’homme, qui a censuré certaines de ses dispositions. La loi du 29 juillet 1881 énumère les infractions de presse (I) et prévoit un régime (II) et des règles de poursuite (III) spécifiques.

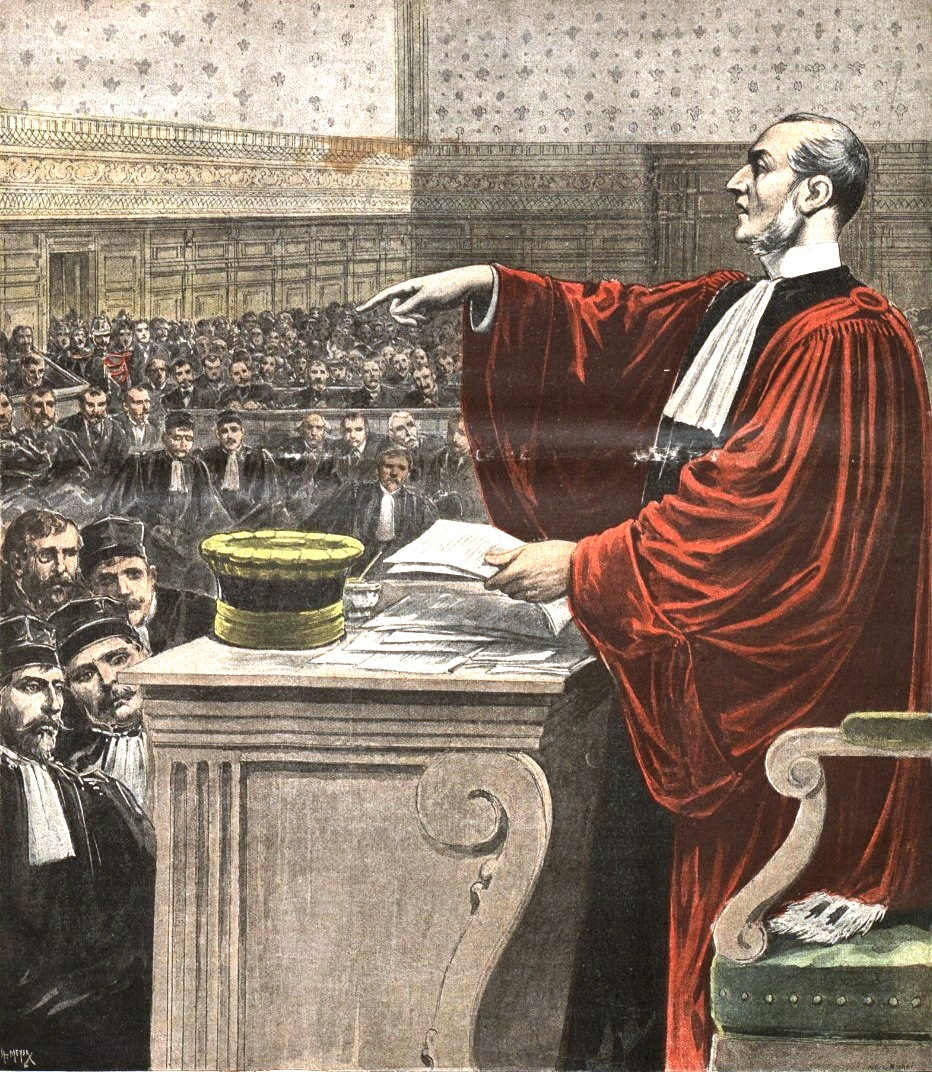
Réquisitoire lors du procès Zola en 1898.

## Infractions de presse

### Principales infractions de presse définies par la loi de 1881: diffamation et injure

#### Diffamation
La diffamation est précisément définie par la jurisprudence de la Loi sur la liberté de la presse du 29 juillet 1881, le texte de cette loi décrivant avec rigueur les différents cas qui peuvent se présenter.
La diffamation envers les personnes vivantes : la diffamation est prévue par l’article 29 aliéna 1 de la loi de 1881, est diffamatoire « toute allégation ou imputation d’un fait qui porte atteinte à l’honneur ou à la considération de la personne ou du corps auquel le fait est imputé ».
Outre la publication, qui est le préalable de toute infraction de presse, quatre éléments caractérisent la diffamation:
- l’allégation ou l’imputation. L’allégation correspond « à toute diffusion ou toute reproduction de faits ou de circonstances dont on fait remonter l’origine à une tierce personne dénommée ou non » ; l’imputation correspond « à une affirmation de faits que l’on dit avoir constatés soi-même ». Cette distinction est dépourvue de toute portée pratique ;
- un fait précis et déterminé. Cette exigence permet de distinguer injure et diffamation. Le propos diffamatoire doit porter sur un fait précis et déterminé ;
- l’atteinte à l’honneur ou à la considération. L’honneur se réfère généralement au sentiment que l’on a de soi tandis que la considération repose sur l’idée que les autres se font de soi, la réputation sociale, professionnelle. La distinction entre l’honneur et la considération n’est pas nécessairement opportune, dans la mesure où ce que l’on cherche à protéger c’est la dignité de la personne ;
- la personne ou le corps doivent être identifiables. Une personne, physique ou morale, ou un « corps constitué » peut faire l’objet de propos diffamatoires. Cette personne ou ce corps doit être identifié ou identifiable. Il suffit que l’identification de la personne soit rendue possible, c’est à la victime d’apporter la preuve qu’elle est identifiable

La diffamation envers les personnes décédées est prévue à l’article 34 de la loi de 1881. La diffamation envers une personne décédée n’est sanctionnée que dans les cas où « les auteurs de ces diffamations auraient eu l’intention de porter atteinte à l’honneur ou à la considération des héritiers, époux ou légataires universels vivants ».

#### Injure
L’injure des personnes vivantes : l’article 29 de la loi de 1881 définit l’injure comme « toute expression outrageante, termes de mépris ou invective qui ne referme l’imputation d’aucun fait ». La portée de l’injure est générale. 
Il s’agit :
- d’un propos dévalorisant tenu sciemment. Le propos doit comporter un caractère offensant qui s’apprécie de manière objective ;
- d'un propos sans imputation d’un fait précis. Ce critère distingue l’injure de la diffamation. L’application pratique de ce critère est parfois délicate ;
- d'un propos à l’encontre d’une victime déterminée ou déterminable. On protège la personne et le groupe de personnes (cf. diffamation).

L’injure envers les personnes décédées est prévue à l’article 34 de la loi de 1881. Elle n’est sanctionnée que dans les cas où « les auteurs de ces diffamations auraient eu l’intention de porter atteinte à l’honneur ou à la considération des héritiers, époux ou légataires universels vivants ». 
Les diffamations et injures à raison de l’ethnie, de la nation, de la race ou de la religion : cette infraction a été introduite dans la loi du 29 juillet 1881 par la loi du 1er juillet 1972. Elles comportent cinq éléments qui les distinguent des délits de droit commun :
- la prescription d’un an
- la définition spécifique des articles 32 alinéa 2 et 33 alinéa 3 de la loi du 29 juillet 1881 ;
- la poursuite peut être exercée d’office par le ministère public ;
- le prévenu ne peut pour se défendre rapporter la vérité des propos ;
- les peines encourues sont, pour la diffamation, un an d’emprisonnement et/ou 45 000 euros d’amende et pour l’injure, une amende de 22 500 euros. Une aggravation des peines est encourue en cas de récidive.

#### Diffamation et injures à raison du sexe, de l’orientation sexuelle ou du handicap
Cette infraction a été introduite par la loi du 30 décembre 2004 aux articles 32-3 et 33-4 de la loi de 1881 pour les injures et diffamations « à l’égard d’une personne ou d’un groupe de personnes à raison de leur sexe de leur orientation sexuelle ou de leur handicap ».

## Autres infractions de presse définies par la loi de 1881
La provocation à la discrimination et à la haine raciale : l’article 24 alinéa 6 de la loi de 1881. Cette infraction est caractérisée par le fait que son auteur a l’intention d’inciter autrui à partager ses sentiments de haine. Les peines applicables sont celles de la diffamation raciale. La privation des droits civiques et l’affichage ou la diffusion de la décision peuvent être prononcés.
Les apologies : la loi de 1881 sanctionne les apologies en précisant les domaines sur lesquels elles peuvent porter, notamment les crimes de guerre, les crimes contre l’humanité, les crimes ou délit de collaboration avec l’ennemi, les actes de terrorisme. L’apologie se définit comme un discours ou un écrit destiné à convaincre de la justesse de quelque chose, à assurer la défense de quelqu’un ou de quelque chose.
La contestation des crimes contre l’humanité : il s’agit de la négation d’une vérité historiquement et juridiquement reconnue. L’article 24 bis de la loi de 1881 intégré par la loi Gayssot du 13 juillet 1990 prévoit que sont passibles de sanctions « ceux qui contestent l’existence d’un ou plusieurs crimes contre l’humanité […] et qui ont été commis soit par les membres d’une organisation déclarée criminelle […], soit par une personne reconnue coupable de tels crimes par une juridiction française ou internationale ».  Le champ d’application de cette infraction est limité à la Seconde Guerre mondiale.
Les propos discriminatoires à caractère sexiste ou homophobe : la loi du 30 décembre 2004 a ajouté un alinéa 9 a l’article 24 de la loi de 1881, qui sanctionne la discrimination ou la provocation « à la haine ou à la violence à l’égard d’une personne ou d’un groupe de personnes à raison de leur sexe de leur orientation sexuelle ou de leur handicap ».
L’offense au président de la république : l’article 26 de la loi de 1881, prévoyait que l’offense au président de la république par l’un des moyens énoncés à l’article 23 de la loi était punie d’une amende de 45 000 euros. Cette infraction était très peu utilisée et a finalement été supprimée par la loi du 5 août 2013.
Le délit de fausse nouvelles : l’article 27 de la loi de 1881 prévoit cette infraction. Les éléments constitutifs de l’infraction sont la publication, et la fausseté de la nouvelle et le risque de trouble à la paix publique. De plus il faut une intention coupable, la mauvaise foi n’est pas présumée.  Les poursuites ne peuvent être enclenchées que par le ministère public, ce qui est très rarement le cas.
Les interdictions d’images :
- portant atteinte à la dignité des victimes de crimes ou de délits. Article 35 quater de la loi de 1881 ;
- portant atteinte à la dignité des personnes présumées innocentes, menottées ou entravées. Article 35 ter de la loi de 1881 ;
- captées lors des audiences des juridictions administratives ou judiciaires. Article 38 ter de la loi de 1881.

## Régime des infractions de presse

### Éléments constitutifs de l’infraction de presse

#### Élément matériel: publication
« C’est la publication qui constitue l’infraction. » Les paroles ou les écrits doivent avoir été dits ou publiés pour être poursuivis. 
Les modes de publicité sont énumérés à l’article 23 de la loi de 1881. Cet article est complété par la loi du 13 décembre 1985 portant dispositions diverses relatives à la communication audiovisuelle qui ajoute à l’énumération « tout moyen de communication audiovisuelle ». 

#### Élément moral: conscience de publier
Pour les infractions de presse il existe une présomption de culpabilité. Le prévenu doit avoir eu conscience de communiquer au public un propos illicite au sens de la loi du 29 juillet 1881. La jurisprudence déduit du statut professionnel de l’éditeur et du directeur de publication la preuve du fait que ces responsables agissent sciemment.

### Moyens de défense des personnes poursuivies

#### Moyens de défense de la personne poursuivie pour diffamation

##### Exception de vérité
L’article 35 de la loi de 1881 considère que la publication d’un propos diffamatoire perd tout caractère délictueux lorsque la preuve est rapportée que l’auteur de ce propos a dit vrai. C’est l’exceptio veritatis. Les juges apprécient selon leur intime conviction les preuves qui leur sont soumises.
La preuve de la vérité diffamatoire est interdite dans trois cas prévus par la loi :
- lorsque l’imputation concerne la vie privée des personnes ;
- lorsque l’imputation se réfère à des faits remontant à plus de 10 ans ;
- lorsque l’imputation se réfère à un fait constituant une infraction amnistiée ou prescrite, ou qui a donné lieu à une condamnation effacée par la réhabilitation ou la révision.

Il faut ajouter qu’on ne peut pas apporter la preuve de propos racistes et que le délai de l’offre de preuve est très court. Article 56 et 55 de la loi de 1881.

##### Exception de bonne foi
Comme nous l’avons vu les imputations diffamatoires sont réputées faites de mauvaise foi, sauf preuve contraire par leur auteur. Selon la jurisprudence,  la bonne foi comporte quatre éléments :
- la légitimité du but poursuivi ;
- l’absence d’animosité personnelle ;
- la prudence et l’objectivité des propos ;
- le sérieux de l’enquête et la vérification des sources.

#### Moyen de défense de la personne poursuivie pour injure
L’article 33 de la loi de 1881 a prévu une excuse absolutoire, exclue en matière de diffamation : l’excuse de provocation. Si l’injure est précédée d’une provocation, elle n’est pas punissable à condition qu’il y ait un lien direct et une certaine proportionnalité entre les deux. 

### Prescription
L’article 65 de la loi de 1881 prévoit que les infractions de presse se prescrivent par trois mois révolus à compter du jour de leur commission ou du jour du dernier acte d’instruction ou de poursuite.  

### Responsabilité en cascade
L’article 42 de la loi du 29 juillet 1881 énumère les personnes qui peuvent être poursuivies comme auteurs principaux de crimes ou délits commis par voie de presse et fixe l’ordre dans lequel elles pourront être recherchées.

### Immunités
L’article 41 de la loi de 1881 institue deux catégories d’immunités, qui garantissent la liberté d’expression :
- l’immunité parlementaire. Article 41 alinéa 1 de la loi de 1881. Cette irresponsabilité figure à l’article 26 de la Constitution.  Si le directeur de la publication est un parlementaire, il ne peut être poursuivi en tant qu’auteur principal d’une infraction de presse, c’est pourquoi il doit désigner un codirecteur de la publication choisi parmi les personnes ne bénéficiant pas de l’immunité parlementaire ;
- l’immunité judiciaire, qui concerne les débats d’audience et les comptes rendus judiciaires. Article 41 alinéa 3 de la loi de 1881.

## Poursuite des infractions de presse

### Mise en mouvement de l’action publique
Les demandeurs à l’action ont le choix entre la juridiction civile et pénale. Seules les personnes visées aux articles 30 et 31 (membres de tribunaux, armées, fonctionnaires publics, etc.) ont l’obligation de poursuivre devant le juge pénal. Selon l’article 48 la victime est libre de poursuivre, et son désistement éteint l’action publique.
La mise en mouvement de l’action publique peut se faire par :
- une procédure de citation directe devant le tribunal correctionnel ;
- une plainte avec constitution de partie civile, la plainte est alors instruite par le juge d’instruction ;
- lorsque la partie lésée est un ministre, une administration publique, ou un corps constitué, elle doit déposer une plainte préalable auprès du procureur de la République qui décidera soit de citer la partie poursuivante devant le tribunal correctionnel, soit de passer par le juge d’instruction.

### Qualification des faits incriminés
La citation fixe définitivement l’objet, la nature et l’étendue de la poursuite en cas d’erreur le juge ne peut requalifier l’infraction poursuivie. La sanction de l’erreur est la nullité de la poursuite, c’est une nullité d’ordre public. Cette mesure permet de garantir les droits de défense, le prévenu a le droit de savoir exactement sur quel fondement il est poursuivi, pour pouvoir apporter les preuves nécessaires à sa défense.